# Husayn Nizam Xah II
Husayn Nizam Shah II (o Husayn Shah II) fou sulta nizamxàhida d'Ahmednagar.
Va assassinar al seu pare el sultà Murtaza I (Murtaza Nizam Shah) el 1588, al qual va tancar en una sala de vapor calent, i llavors el va succeir. Fou un tirà sanguinari i cruel. El poder durant el seu breu regnat va estar a les mans del seu primer ministre o wakil de nom Mirza Khan. Fou deposat al cap d'un any (1569) pel seu cosí Ismail Nizam Shah.